# SM-liiga 2002/03
Die Saison 2002/03 war die 28. Spielzeit der SM-liiga. Zum achten Mal seit der Gründung der SM-liiga und zum zwölften Mal insgesamt wurde Tappara Tampere Finnischer Eishockey-Meister.

## Reguläre Saison

### Modus
Jedes Team musste viermal gegen jedes andere Team in der Liga und achtmal zusätzlich gegen örtlich nahegelegene Mannschaften spielen. Jedes Spiel bestand aus drei Dritteln à 20 Minuten. Sollte es nach der regulären Zeit unentschieden gestanden haben, wurden fünf Minuten Verlängerung gespielt. Das erste Tor in der Verlängerung entschied das Spiel für die Mannschaft, die das Tor geschossen hatte. Im Fall, dass nach der Verlängerung immer noch kein Sieger gefunden war, wurde das Spiel als unentschieden gewertet.
Ein Sieg in der regulären Spielzeit bzw. nach Verlängerung brachte einer Mannschaft zwei Punkte. Ein Unentschieden und eine Niederlage nach Verlängerung wurde mit einem Punkt vergütet. Für eine Niederlage in regulärer Spielzeit gab es keine Punkte.

### Abschlusstabelle
Quelle: liiga.fi
Abkürzungen:  Sp = Spiele, S = Siege, SnV = Siege nach Verlängerung, U = Unentschieden, NnV = Niederlagen nach Verlängerung, N = Niederlagen, T = Tore, GT = Gegentore, TD = Tordifferenz P = Punkte
| Pl  | Mannschaft | Sp | S  | SnV | U  | NnV | N  | T   | GT  | TD   | Punkte |
| --- | ---------- | -- | -- | --- | -- | --- | -- | --- | --- | ---- | ------ |
| 1.  | HPK        | 56 | 35 | 4   | 7  | 2   | 8  | 209 | 125 | +84  | 87     |
| 2.  | Jokerit    | 56 | 32 | 3   | 6  | 0   | 15 | 154 | 108 | +46  | 76     |
| 3.  | Kärpät     | 56 | 27 | 5   | 8  | 1   | 15 | 186 | 141 | +45  | 73     |
| 4.  | Blues      | 56 | 25 | 2   | 10 | 4   | 15 | 168 | 145 | +23  | 68     |
| 5.  | Tappara    | 56 | 25 | 4   | 5  | 2   | 20 | 156 | 119 | +37  | 65     |
| 6.  | JYP        | 56 | 25 | 3   | 7  | 2   | 19 | 151 | 146 | +5   | 65     |
| 7.  | HIFK       | 56 | 19 | 4   | 9  | 2   | 22 | 177 | 165 | +12  | 57     |
| 8.  | TPS        | 56 | 24 | 0   | 6  | 2   | 24 | 138 | 138 | ±0   | 56     |
| 9.  | Lukko      | 56 | 18 | 3   | 8  | 5   | 22 | 130 | 153 | −23  | 55     |
| 10. | Ässät      | 56 | 17 | 2   | 8  | 4   | 25 | 125 | 154 | −29  | 50     |
| 11. | SaiPa      | 56 | 17 | 2   | 6  | 4   | 27 | 134 | 171 | −37  | 48     |
| 12. | Pelicans   | 56 | 13 | 2   | 2  | 4   | 35 | 120 | 181 | −61  | 36     |
| 13. | Ilves      | 56 | 7  | 3   | 4  | 5   | 37 | 111 | 211 | −100 | 29     |

### Beste Scorer
Quelle: sm-liiga.fi
Abkürzungen: Sp = Spiele, T = Tore, A = Assists, P = Punkte, SM = Strafminuten
| Spieler         | Mannschaft | Sp | T  | A  | Punkte | +/- | SM |
| --------------- | ---------- | -- | -- | -- | ------ | --- | -- |
| Tomáš Kucharčík | HPK        | 52 | 28 | 27 | 55     | 32  | 48 |
| Jan Čaloun      | Blues      | 46 | 22 | 33 | 55     | 17  | 6  |
| Tommi Santala   | HPK        | 50 | 13 | 38 | 51     | 28  | 92 |
| Antti Miettinen | HPK        | 53 | 25 | 25 | 50     | 27  | 54 |
| Timo Pärssinen  | HIFK       | 55 | 16 | 31 | 47     | −1  | 41 |
| Marek Židlický  | HIFK       | 54 | 10 | 37 | 47     | 13  | 79 |
| Éric Perrin     | JYP        | 56 | 18 | 28 | 46     | −3  | 36 |
| Eero Somervuori | HPK        | 56 | 21 | 24 | 45     | 25  | 42 |
| Ján Pardavý     | HPK        | 52 | 17 | 27 | 44     | 25  | 69 |
| Brett Lievers   | Kärpät     | 56 | 18 | 25 | 43     | 18  | 24 |

### Beste Torhüter
Quelle: sm-liiga.fi
Abkürzungen: SP = Spiele, Min = Spielzeit (min:sek), S = Siege; N = Niederlagen, GT = Gegentore, GS = gehaltene Schüsse, SO = Shutouts, GTS = Gegentorschnitt, Sv% = gehaltene Schüsse (in %)
| Spieler          | Mannschaft | Sp | Min     | S  | N  | GT | GS   | SO | GTS  | Sv%   |
| ---------------- | ---------- | -- | ------- | -- | -- | -- | ---- | -- | ---- | ----- |
| Markus Helanen   | Jokerit    | 15 | 711:51  | 8  | 1  | 18 | 304  | 3  | 1,52 | 94,41 |
| Teemu Lassila    | TPS        | 21 | 1190:17 | 12 | 6  | 38 | 497  | 6  | 1,92 | 92,9  |
| Jarmo Myllys     | Blues      | 19 | 1113:21 | 8  | 5  | 38 | 496  | 3  | 2,05 | 92,88 |
| Niklas Bäckström | Kärpät     | 36 | 2135:54 | 16 | 8  | 77 | 1003 | 4  | 2,17 | 92,87 |
| Kari Lehtonen    | Jokerit    | 45 | 2634:48 | 23 | 14 | 87 | 1121 | 5  | 1,98 | 92,8  |

## Play-offs
Quelle: liiga.fi

### Modus
Die Plätze 1–8 waren automatisch für die Play-offs qualifiziert.
Für das Halbfinale qualifizierten sich die Mannschaften, die im Viertelfinale gegen ihren Gegner von sieben Spielen die meisten gewonnen hatten. Im Halbfinale wurden nur noch fünf Spiele gegen den Gegner gespielt. Die Sieger der Halbfinals zogen ins Finale ein, während die Verlierer im kleinen Finale um den dritten Platz spielten. Im Finale wurden ebenfalls fünf Spiele gespielt. Wer die meisten Spiele gewann, war Sieger der Saison. In der Runde um Platz 3 wurde lediglich ein Spiel gespielt. Die jeweiligen Gegner wurden so zusammengestellt, dass die bestplatzierte Mannschaft gegen die schlechteste spielt, die zweitbeste, gegen die zweitschlechteste, und so weiter. Ein Spiel dauerte, wie in der Hauptsaison, insgesamt 60 Minuten. Nach der regulären Zeit wurden Verlängerungen von jeweils 20 Minuten Länge gespielt, bis ein Sieger durch ein entscheidendes Tor gefunden wurde.

### Turnierbaum
|  | Viertelfinale   | Viertelfinale    |                  |               | Halbfinale       | Halbfinale |  |  | Finale   | Finale   |
|  |                 |                  |                  |               |                  |            |  |  |          |          |
|  | 12. – 18.3.2003 |                  |                  |               |                  |            |  |  |          |          |
|  | Jokerit         | 4                |                  |               |                  |            |  |  |          |          |
|  | Jokerit         | 4                | 25.3. – 1.4.2003 |               |                  |            |  |  |          |          |
|  | HIFK            | 0                |                  |               |                  |            |  |  |          |          |
|  | HIFK            | 0                | Jokerit          | 2             |                  |            |  |  |          |          |
|  |                 |                  | Jokerit          | 2             |                  |            |  |  |          |          |
|  |                 | Kärpät           | 3                |               |                  |            |  |  |          |          |
|  | Kärpät          | Kärpät           | 3                | 4             |                  |            |  |  |          |          |
|  | Kärpät          |                  |                  | 4             |                  |            |  |  |          |          |
|  | JYP             | 3                |                  | 3. – 6.4.2003 | 3. – 6.4.2003    |            |  |  |          |          |
|  | 12. – 23.3.2003 | 12. – 23.3.2003  | Kärpät           | 0             |                  |            |  |  |          |          |
|  | 12. – 23.3.2003 | 12. – 23.3.2003  |                  | Tappara       | 3                |            |  |  |          |          |
|  | HPK             | 4                |                  |               |                  |            |  |  |          |          |
|  | TPS             | 3                |                  |               |                  |            |  |  |          |          |
|  | TPS             | 3                | HPK              | 2             |                  |            |  |  |          |          |
|  |                 |                  | HPK              | 2             | Spiel um Platz 3 |            |  |  |          |          |
|  |                 | Tappara          | 3                |               |                  |            |  |  |          |          |
|  | Blues           | Tappara          | 3                | 3             | HPK              | 1          |  |  |          |          |
|  | Blues           | 25.3. – 1.4.2003 |                  | 3             | HPK              | 1          |  |  |          |          |
|  | Tappara         | 4                |                  | Jokerit       | 0                |            |  |  |          |          |
|  | Tappara         | 4                |                  |               | 0                |            |  |  |          |          |
|  | 11. – 23.3.2003 | 11. – 23.3.2003  |                  |               |                  |            |  |  | 4.4.2003 | 4.4.2003 |

### Viertelfinale
| Jokerit – HIFK                     | Jokerit – HIFK | Jokerit – HIFK | Jokerit – HIFK |
| ---------------------------------- | -------------- | -------------- | -------------- |
| 12. März                           | Jokerit        | HIFK           | 2-1            |
| 14. März                           | HIFK           | Jokerit        | 2-4            |
| 15. März                           | Jokerit        | HIFK           | 5-2            |
| 18. März                           | HIFK           | Jokerit        | 1-4            |
| Jokerit gewinnt die Runde mit 4:0. |                |                |                |

| Kärpät – JYP                      | Kärpät – JYP | Kärpät – JYP | Kärpät – JYP |
| --------------------------------- | ------------ | ------------ | ------------ |
| 12. März                          | Kärpät       | JYP          | 2-5          |
| 14. März                          | JYP          | Kärpät       | 1-4          |
| 15. März                          | Kärpät       | JYP          | 2-3 n. V.    |
| 18. März                          | JYP          | Kärpät       | 4-2          |
| 20. März                          | Kärpät       | JYP          | 6-2          |
| 22. März                          | JYP          | Kärpät       | 1-4          |
| 23. März                          | Kärpät       | JYP          | 3-1          |
| Kärpät gewinnt die Runde mit 4:3. |              |              |              |

| HPK – TPS                      | HPK – TPS | HPK – TPS | HPK – TPS |
| ------------------------------ | --------- | --------- | --------- |
| 12. März                       | HPK       | TPS       | 1-2       |
| 14. März                       | TPS       | HPK       | 1-3       |
| 15. März                       | HPK       | TPS       | 2-3 n. V. |
| 18. März                       | TPS       | HPK       | 4-0       |
| 20. März                       | HPK       | TPS       | 3-1       |
| 22. März                       | TPS       | HPK       | 0-7       |
| 23. März                       | HPK       | TPS       | 6-1       |
| HPK gewinnt die Runde mit 4:3. |           |           |           |

| Blues – Tappara                    | Blues – Tappara | Blues – Tappara | Blues – Tappara |
| ---------------------------------- | --------------- | --------------- | --------------- |
| 11. März                           | Blues           | Tappara         | 4-1             |
| 14. März                           | Tappara         | Blues           | 2-4             |
| 16. März                           | Blues           | Tappara         | 2-3 n. V.       |
| 17. März                           | Tappara         | Blues           | 4-1             |
| 19. März                           | Blues           | Tappara         | 4-3             |
| 21. März                           | Tappara         | Blues           | 2-0             |
| 23. März                           | Blues           | Tappara         | 1-2 n. V.       |
| Tappara gewinnt die Runde mit 4:3. |                 |                 |                 |

### Halbfinale
| Jokerit – Kärpät                  | Jokerit – Kärpät | Jokerit – Kärpät | Jokerit – Kärpät |
| --------------------------------- | ---------------- | ---------------- | ---------------- |
| 25. März                          | Jokerit          | Kärpät           | 1-0              |
| 27. März                          | Kärpät           | Jokerit          | 4-2              |
| 28. März                          | Jokerit          | Kärpät           | 3-0              |
| 30. März                          | Kärpät           | Jokerit          | 2-1              |
| 1. April                          | Jokerit          | Kärpät           | 0-2              |
| Kärpät gewinnt die Runde mit 3:2. |                  |                  |                  |

| HPK – Tappara                      | HPK – Tappara | HPK – Tappara | HPK – Tappara |
| ---------------------------------- | ------------- | ------------- | ------------- |
| 25. März                           | HPK           | Tappara       | 3-2 n. V.     |
| 27. März                           | Tappara       | HPK           | 2-1           |
| 28. März                           | HPK           | Tappara       | 3-2 n. V.     |
| 30. März                           | Tappara       | HPK           | 2-1 n. V.     |
| 1. April                           | HPK           | Tappara       | 2-4           |
| Tappara gewinnt die Runde mit 3:2. |               |               |               |

### Dritter Platz
| HPK – Jokerit       | HPK – Jokerit | HPK – Jokerit | HPK – Jokerit |
| ------------------- | ------------- | ------------- | ------------- |
| 4. April            | HPK           | Jokerit       | 3-0           |
| HPK gewinnt Bronze. |               |               |               |

### Finale
| Kärpät – Tappara                                                 | Kärpät – Tappara | Kärpät – Tappara | Kärpät – Tappara |
| ---------------------------------------------------------------- | ---------------- | ---------------- | ---------------- |
| 6. April                                                         | Kärpät           | Tappara          | 2-3 n. V.        |
| 8. April                                                         | Tappara          | Kärpät           | 3-0              |
| 9. April                                                         | Kärpät           | Tappara          | 3-4 n. V.        |
| Tappara gewinnt die Meisterschaft mit 3:0. Kärpät erhält Silber. |                  |                  |                  |

### Finnischer Meister
| Finnischer Meister Tappara Tampere | Torhüter: Pasi Kuivalainen, Mika Lehto Verteidiger: Janne Grönvall, Miska Kangasniemi, Mikko Luoma, Tuukka Mäntylä, Ville Mäntymaa, Jiří Marusak, Pasi Puistola, Pekka Saravo, Jyrki Välivaara Angreifer: Johannes Alanen, Alexander Barkow, Tom Bissett, Ville Hämäläinen, Lasse Jämsen, Kimmo Koskenkorva, Arto Kuki, Marko Mäkinen, Janne Ojanen, Marko Ojanen, Esa Pirnes, Jussi Tarvainen, Jaakko Uhlbäck, Sami Venäläinen Cheftrainer: Jukka Rautakorpi |

### Beste Scorer
Quelle: liiga.fi
Abkürzungen: Sp = Spiele, T = Tore, A = Assists, SM = Strafminuten
| Spieler            | Mannschaft | Sp | T | A | Punkte | +/- | SM |
| ------------------ | ---------- | -- | - | - | ------ | --- | -- |
| Esa Pirnes         | Tappara    | 15 | 5 | 9 | 14     | 2   | 2  |
| Tommi Santala      | HPK        | 13 | 6 | 6 | 12     | 6   | 18 |
| Jari Viuhkola      | Kärpät     | 15 | 4 | 8 | 12     | 0   | 10 |
| Ville Peltonen     | Jokerit    | 10 | 4 | 6 | 10     | 4   | 0  |
| Éric Perrin        | JYP        | 7  | 4 | 6 | 10     | 4   | 8  |
| Petr Ton           | Kärpät     | 15 | 3 | 7 | 10     | 3   | 4  |
| Jussi Tarvainen    | Tappara    | 15 | 7 | 2 | 9      | −3  | 4  |
| Jan Čaloun         | Blues      | 7  | 5 | 4 | 9      | −2  | 4  |
| Brett Lievers      | Kärpät     | 15 | 4 | 5 | 9      | 5   | 4  |
| Andrei Potaitschuk | Kärpät     | 15 | 4 | 5 | 9      | 0   | 6  |

### Beste Torhüter
Quelle: sm-liiga.fi
Abkürzungen: Sp = Spiele, Min = Spielzeit (min:sek), S = Siege; N = Niederlagen, GT = Gegentore, SVS = gehaltene Schüsse, SO = Shutouts, GTS = Gegentorschnitt, Sv% = gehaltene Schüsse (in %)
| Spieler          | Mannschaft | Sp | Min    | S  | N | GT | SVS | SO | GTS  | Sv%   |
| ---------------- | ---------- | -- | ------ | -- | - | -- | --- | -- | ---- | ----- |
| Mika Lehto       | Tappara    | 14 | 927:43 | 10 | 3 | 23 | 380 | 2  | 1,49 | 94,29 |
| Kari Lehtonen    | Jokerit    | 10 | 926:02 | 6  | 4 | 17 | 269 | 2  | 1,63 | 94,06 |
| Niklas Bäckström | Kärpät     | 15 | 989:47 | 7  | 8 | 33 | 506 | 1  | 2,00 | 93,88 |
| Joni Puurula     | HPK        | 11 | 675:58 | 6  | 5 | 19 | 258 | 1  | 1,69 | 93,14 |
| Jarmo Myllys     | Blues      | 7  | 444:02 | 3  | 4 | 17 | 209 | 0  | 2,30 | 92,48 |

## Auszeichnungen
| Auszeichnung                 | Gewinner         | Mannschaft |
| ---------------------------- | ---------------- | ---------- |
| Aarne-Honkavaara-Trophäe     | Tomáš Kucharčík  | HPK        |
| Jari-Kurri-Trophäe           | Esa Pirnes       | Tappara    |
| Jarmo Wasaman muistopalkinto | Toni Söderholm   | HIFK       |
| Kalevi-Numminen-Trophäe      | Jukka Rautakorpi | Tappara    |
| Kultainen kypärä             | Antti Miettinen  | HPK        |
| Lasse-Oksanen-Trophäe        | Antti Miettinen  | HPK        |
| Matti-Keinonen-Trophäe       | Lasse Kukkonen   | Kärpät     |
| Pekka-Rautakallio-Trophäe    | Marko Tuulola    | HPK        |
| Raimo-Kilpiö-Trophäe         | Ville Peltonen   | Jokerit    |
| Urpo-Ylönen-Trophäe          | Kari Lehtonen    | Jokerit    |
| Veli-Pekka-Ketola-Trophäe    | Tomáš Kucharčík  | HPK        |